# Rapperswil-Jona Lakers
Rapperswil-Jona Lakers – szwajcarski klub hokeja na lodzie z siedzibą w Rapperswil-Jonie, założony 17 stycznia 1945.

## Dotychczasowe nazwy
- 1945–2000: Schlittschuh Club Rapperswil-Jona (SCRJ)
- 2000–2005: SCRJ Sport AG
- 2005–: Rapperswil-Jona Lakers

## Sukcesy
- Złoty medal Nationalligi B: 1994, 2018
- Srebrny medal Nationalligi B: 1990, 1991, 2016, 2017
- Puchar Szwajcarii: 2018
- Finalista Pucharu Szwajcarii: 2019

## Zawodnicy
W latach 2006–2008 w drużynie występował Polak Mariusz Czerkawski, który dwukrotnie został najlepszym strzelcem zespołu (2007, 2008).